# Greg Rickford
Greg Rickford, né le 24 septembre 1967 à Paris (Ontario), est un infirmier, avocat et homme politique canadien.
Député conservateur à la Chambre des communes du Canada de la circonscription de Kenora de 2008 à 2015, il est ministre d'État aux Sciences et à la Technologie de 2013 à 2014 et ministre des Ressources naturelles de 2013 à 2015 dans le gouvernement du premier ministre Stephen Harper.
Depuis les élections générales ontariennes de 2018, il est le député progressiste-conservateur de la circonscription de Kenora—Rainy River à l'Assemblée législative de l'Ontario. Il occupe depuis le 29 juin 2018 les postes de ministre du Développement du Nord et de ministre des Affaires autochtones et de la Réconciliation économique avec les Premières Nations dans le gouvernement de Doug Ford. 

## Biographie
Greg est né à Paris, Ontario, le 24 septembre 1967. Il est marié à Janet Rickford, et ils ont deux filles Abigail Mae et Poppy Kate.
 
Greg Rickford a travaillé comme infirmier et avocat dans les communautés des Premières Nations éloignées du district de Kenora. Rickford est titulaire de diplômes en common law et en droit civil de l'Université McGill, d'un MBA de l'Université Laval, un baccalauréat en sciences infirmières de l'Université de Victoria et un diplôme en sciences infirmières de Mohawk College.
 

### Carrière politique

#### Politique fédérale
Greg Rickford est élu pour représenter la circonscription de Kenora en Ontario lors de l’élection fédérale de 2008 et réélu lors de l’élection de 2011. Membre du Parti conservateur du Canada, Rickford est le premier député conservateur élu dans la circonscription de Kenora, et le premier député de droite représentant la région de Kenora depuis 1921.
Le premier ministre Stephen Harper nomme Rickford secrétaire parlementaire pour les langues officielles, le 30 août 2010. Le 30 janvier 2011, il est nommé secrétaire parlementaire du ministre des Affaires Indiennes et Développement du Nord, puis le 15 juillet 2013, il est nommé ministre d'État (Sciences et Technologie, et Initiative fédérale de développement économique pour le Nord de l'Ontario).
Le 19 mars 2014, il succède à Joe Oliver comme ministre des Ressources naturelles.
 

#### Politique provinciale
Défait aux élections fédérales de 2015 par Bob Nault du Parti libéral du Canada, il se présente aux élections provinciales ontariennes de 2018 et devient, le 7 juin 2018, le député progressiste-conservateur de Kenora—Rainy River à l'Assemblée législative de l'Ontario. Le 29 juin suivant, il est nommé ministre de l'Énergie, du Développement du Nord et des Mines, et ministre des Affaires autochtones dans le gouvernement de Doug Ford.

## Résultats électoraux

### Résultats fédéraux
|       | Candidat               | Parti        | # de voix | % des voix |
|       | (X) Greg Rickford      | Conservateur | +08 751,  | 28,46 %    |
|       | Bob Nault              | Libéral      | +10 918,  | 35,5 %     |
|       | Howard Hampton         | NPD          | +10 420,  | 33,88 %    |
|       | Ember C. McKillop      | Vert         | +00501,   | 1,63 %     |
|       | Kelvin Boucher-Chicago | Indépendant  | +00162,   | 0,53 %     |
| Total | Total                  | Total        | 30 752    | 100 %      |

|       | Candidat               | Parti        | # de voix | % des voix |
|       | (x) Greg Rickford      | Conservateur | +11 567,  | 47,05 %    |
|       | Roger Valley           | Libéral      | +05 381,  | 21,89 %    |
|       | Tania Cameron          | NPD          | +06 855,  | 27,88 %    |
|       | Mike Schwindt          | Vert         | +00636,   | 2,59 %     |
|       | Kelvin Chicago-Boucher | Indépendant  | +00147,   | 0,6 %      |
| Total | Total                  | Total        | 24 586    | 100 %      |

|       | Candidat         | Parti        | # de voix | % des voix |
|       | Greg Rickford    | Conservateur | +09 395,  | 40,46 %    |
|       | (x) Roger Valley | Libéral      | +07 344,  | 31,63 %    |
|       | Tania Cameron    | NPD          | +05 394,  | 23,23 %    |
|       | JoJo Holiday     | Vert         | +01 087,  | 4,68 %     |
| Total | Total            | Total        | 23 220    | 100 %      |